# Ławniki
Ławniki – dawna wieś. Tereny, na których była położona, leżą obecnie na Białorusi, w obwodzie witebskim, w rejonie brasławskim, w sielsowiecie Plusy.

## Historia
W czasach zaborów ówczesna wieś leżała w granicach Imperium Rosyjskiego.
W latach 1921–1939 zaścianek leżał w Polsce, w województwie nowogródzkim (od 1926 w województwie wileńskim), w powiecie brasławskim, w gminie Plusy.
Według Powszechnego Spisu Ludności z 1921 roku zamieszkiwały tu 84 osoby, 26 było wyznania rzymskokatolickiego, a 58 staroobrzędowego. Jednocześnie 83 mieszkańców zadeklarowało polską przynależność narodową, a 1 inna. Było tu 19 budynków mieszkalnych. W 1931 w 23 domach zamieszkiwało 118 osób.
Wierni należeli do parafii rzymskokatolickiej w Plusach i prawosławnej w Brasławiu. Miejscowość podlegała pod Sąd Grodzki w Brasławiu i Okręgowy w Wilnie; właściwy urząd pocztowy mieścił się w Plusach.